# Bicavernaria
Bicavernaria là một chi bướm đêm thuộc phân họ Tortricinae của họ Tortricidae.

## Các loài
- Bicavernaria henicodes Razowski, 1988